# Drosophila rubida
Drosophila rubida este o specie de muște din genul Drosophila, familia Drosophilidae, descrisă de Mather în anul 1960. Conform Catalogue of Life specia Drosophila rubida nu are subspecii cunoscute.